# Найла
Найла (нім. Naila) — місто в Німеччині, розташоване в землі Баварія. Підпорядковується адміністративному округу Верхня Франконія. Входить до складу району Гоф.
Площа — 37,05 км2. Населення становить 7590 ос. (станом на 31 грудня 2020).